# Henrik Bellman
Henrik Bellman, född 24 mars 1999, är en svensk fotbollsspelare som spelar för Gefle IF.

## Karriär
Bellman är uppvuxen i Helsingborg och började spela fotboll i Kullavägens BK som fyraåring och gick som 5-6-åring till Helsingborgs IF. Bellman gick genom alla ungdomslagen och spelade en match för HIF Akademi i Division 2 2015. Som 16-åring värvades Bellman i december 2015 till danska FC Köpenhamns U19-lag. Han spelade sju matcher för U19-laget i Uefa Youth League 2016/2017.
I juli 2018 värvades Bellman av Östersunds FK, där han skrev på ett 4,5-årskontrakt. Bellman gjorde allsvensk debut den 5 oktober 2018 i en 3–0-vinst över Dalkurd FF, där han blev inbytt i den 90:e minuten mot Dennis Widgren. Under säsongen 2018 spelade Bellman även en match på lån för IFK Östersund i Division 2. Följande säsong gjorde han endast två inhopp för Östersund och blev i augusti 2019 utlånad till norska Levanger FK på ett låneavtal över hösten. Bellman spelade 11 matcher för klubben i norska tredjeligan.
Väl tillbaka i Östersund fick Bellman desto mer speltid och under säsongen 2020 spelade han 17 matcher, varav sex som startspelare. Bellman gjorde den 18 oktober 2020 även sitt första allsvenska mål i en 3–2-vinst över IK Sirius.
Den 12 januari 2023 skrev Bellman på ett halvårskontrakt med belgiska RSCA Futures, vilket är Anderlecht reservlag. I april 2023 råkade han ut för en främre korsbandsskada. I april 2024 skrev Bellman på för danska 1. division-klubben Næstved BK. I juli 2024 skrev han på ett 1,5-årskontrakt med Gefle IF.